# Holzhausen (Twiste)
Koordinaten: 51° 19′ 26″ N, 8° 58′ 36″ O
Holzhausen ist eine Wüstung in der Gemarkung von Twiste, einem Ortsteil der Gemeinde Twistetal im nordhessischen Landkreis Waldeck-Frankenberg.

## Lage
Sie liegt auf 300 m Höhe über NHN etwa 700 m südöstlich von Twiste auf dem rechten, östlichen Ufer eines kleinen Bachlaufs am westlichen Fuß des Holzhäuser Bergs (365,6 m). Der Holzhäuser Berg und der Flurname „Im Holzhäuser Grunde“ erinnern heute noch an die aufgegebene Siedlung.

## Geschichte
Holzhausen ist ein so häufig vorkommender Ortsname, dass ohne nähere Lagebestimmung im Einzelfall nicht eindeutig zu entscheiden ist, auf welches Holzhausen sich historische Nennungen beziehen. Frühe Nennungen bis etwa 1200 mögen sich daher auch auf die Wüstungen Holzhausen (Stormbruch) (östlich von Stormbruch), Holzhausen (Korbach) (zwischen Korbach und Strothe) oder Holzhausen (Schmillinghausen) (westlich von Schmillinghausen) beziehen.
Im Jahre 1025 übertrug eine offensichtlich vermögende Frau namens Hildelin eine Hofstätte in „Holthuson“ mit 40 Morgen Land und allem Zubehör dem Bistum Paderborn, und zwischen 1015 und 1036 übergab der Priester Wecil aus Rhoden dem Bistum Paderborn die Güter, die er im Ort und in der Mark „Holthusun“ besaß. 1194 bestätigte der Kölner Erzbischof Adolf I. dem Kloster Flechtdorf Besitz in „Holthusen“; da in der gleichen Urkunde auch ein weiterer Ort dieses Namens („Holthusen unum Vorwerk“) im Besitz von Flechtdorf genannt wird, ist einer der beiden mit großer Sicherheit auf Holzhausen bei Twiste zu beziehen. Erst 1515 werden wieder Flechtdorfer Einkünfte und aus einem Hof in Holzhausen und aus Twiste erwähnt.
Erst mit einem Eintrag „Holthus“ im Verzeichnis von Zehnteinkünften des Klosters Corvey im 13. Jahrhundert beginnt die sichere Zuordnung historischer Nennungen zum hier behandelten Ort. In der Folge wurde der Ort in überlieferten Urkunden als „Holthusen“ (1262), „Aldenholthusen“ (1314), „Hoilthusenn by Twiste“ (1315), „Hoylthusen“ (1480) und schließlich „Holthusen“ (1537) bezeichnet.
Im Jahre 1262 verkauften die Brüder Konrad und Giso von Gudenberg dem Kloster Volkhardinghausen, das vermutlich von ihren Vorfahren gestiftet worden war, ihre Güter in Holzhausen mit in Twiste gelegenem Zubehör für 30 Mark. Gleichzeitig resignierten sie diese Güter dem Bischof von Paderborn und baten ihn, diese dem Kloster zu übertragen. Das nur wenige Kilometer entfernte Augustinerinnen-Frauenstift in Volkhardinghausen war überhaupt Hauptempfänger weiterer Schenkungen und Verkäufe in Holzhausen im Verlauf der folgenden Jahrhunderte. 1265 verkaufte Giso von Gudenberg dem Kloster auch seinen kleineren Hof in Holzhausen für 20 Mark. 1270 überließ Amelung von Driburg sein Anrecht auf Güter in Holzhausen ebenfalls dem Kloster Volkhardinghausen. 1278 verkauften Arnold und Giso von Gudenberg dem Kloster ihr Anrecht auf einen Hof in Holzhausen und die Mark Twiste mit Ausnahme einer dortigen Achtwort. 1281 verzichtete Ludolf von Horhusen auf seine Rechte am Hof und in der Mark Holzhausen zugunsten des Klosters. Das Kloster, das in der Folge noch weitere Erwerbungen in Holzhausen tätigte und 1465 in ein Augustiner-Chorherren-Kollegiatstift umgewandelt wurde, war noch im Jahre 1502 im Besitz des Orts. Im Jahre 1513 vertauschte es jedoch dem Philipp von Twiste und seinen Erben seinen Meierhof zu Holzhausen. Die Herren von Twiste scheinen nur wenig Interesse an diesem Besitz gehabt zu haben, denn bereits 1536 wird Holzhausen als wüst bezeichnet.